# Echinops reticulatus
Echinops reticulatus là một loài thực vật có hoa trong họ Cúc. Loài này được E.A.Bruce mô tả khoa học đầu tiên năm 1947.